# Nagyszentpéter
Nagyszentpéter (románul: Sânpetru Mare, németül: Grosssanktpeter, szerbül: Велики Семпетар) falu Romániában, a Bánságban, Temes megyében, Nagyszentpéter község központja. Az első világháború végéig Torontál vármegye Perjámosi járásához tartozott.

## Fekvése
Nagycsanádtól délre, az Aranka-patak mellett fekvő település.

## Nevének változásai
1839-ben Rácz-Szent-Péter, 1863-ban Rácz-Szentpéter, 1873-ban Szerb-Szent-Péter, 1890-ben Szent-Péter és 1900-ban Szentpéter.

## Népessége
- 1900-ban 11 607 lakosából 5548 román, 2270 német, 400 magyar, 3389 egyéb (3246 szerb anyanyelvű; 8593 ortodox, 2565 római katolikus, 329 görögkatolikus, 85 izraelita, 23 református, 3 evangélikus és 9 egyéb vallású.
- 2002-ben az 5844 lakosából 4238 volt román, 769 szerb, 709 cigány, 53 magyar, 41 német és 34 egyéb, 5415 ortodox, 242 pünkösdista, 111 római katolikus, 10 görögkatolikus, 8 református és 58 egyéb vallású.

## Története
Borovsky Samu így ír a településről  Torontál vármegye községei című munkájában:
„…A középkorban is már Nagyszentpéter néven említik az oklevelek. Nevét Szent Péter tiszteletére szentelt templomától vette. E templom 1333-1335-ben már fennállott, de a falu ekkori birtokosát nem ismerjük.
1421-ben Zsigmond király Marczali Dósa csanádi püspök nek adományozta. 1434-ben Zsigmond király rendeletére Maczedóniai Péter fiát Miklóst az aradi káptalan beiktatta itteni örökös részének birtokába. Később a Maczedóniai Dancs családnak is volt benne része, melyet 1490 március 20-án Miklós 100 forintért elzálogosított Haraszti Ferencz szörényi bánnak. Ezt a részt azonban Maczedóniai család visszaszerezte.
A török hódoltság alatt a magyar jobbágyok elmenekültek, s helyükbe szerbek telepedtek; a temesvári defterdár az 1557–1558. években összesen 16 házat irt itt össze, melyeknek lakói mind szerbek voltak. 1561-ben Maczedóniai Péter volt a földesura, a ki 1564-ben Forgách Simonnak adta el. 1582-ben még 12 szerb lakosa volt, a kik juhtenyésztéssel foglalkoztak. 1618-ban Tövisi Vas Benedek volt a földesura, a ki Szentandrási György borosjenei alkapitányra bízta s neki a helység jövedelmeinek harmadát is átengedte. 1655-ben Lessenyei Nagy Ferencz, Milojkovics Miklós és Dienes György nyertek rá királyi adományt.
1690-ben az ippeki patriarchával bevándorolt néhány szerb család telepedett itt le. Ekkor kezdték a helységet Rácz-Szent-Péternek nevezni. 1717-ben mindössze 17 házból állott, de csakhamar gyarapodásnak indult, miután 1718-ban a szomszédos Figed falu lakosai is Szent-Péterre költöztek, de az új rendszerrel nem tudván megbarátkozni; 1722-től kezdve el-elszökdöstek. A következő évtizedekben a falut környező erdőségekben elszaporodtak a rablók. 1738-ban a pestisjárvány lépett fel a helységben.
A népesség szaporítása végett a temesvári igazgatóság 1748 táján erdélyi románokat telepített ide, ezek azonban idővel szerbekké lettek.
1752-ben németek is jöttek ide, a kik 1796 táján a Perjámosról ide költözött 30 családdal megszaporodtak. 1779-ben a falut Torontál vármegyébe kebelezték.
1807-ben a gróf Szápáry család vásárolta meg a kincstártól. 1838-ban gróf Szápáry József és Antal volt a földesura. Gróf Szápáry Antal itteni birtokait fia Géza örökölte, kinek halála után fiára, Pálra szállottak. Tőle az aradi görögkeleti román egyház vette meg, a mely most parczellázás czéljából eladta. Kívüle még báró Lipthay Frigyesnek és Reitter Józsefnek van itt nagyobb birtokuk.
A község 1333–1335-ben már egyházas hely volt. A görögkeleti szerbek temploma 1759-ben épült. 1865-ben kolerajárvány lépett fel a községben, 1877-ben pedig a Maros árja öntötte el.…”

## További információk

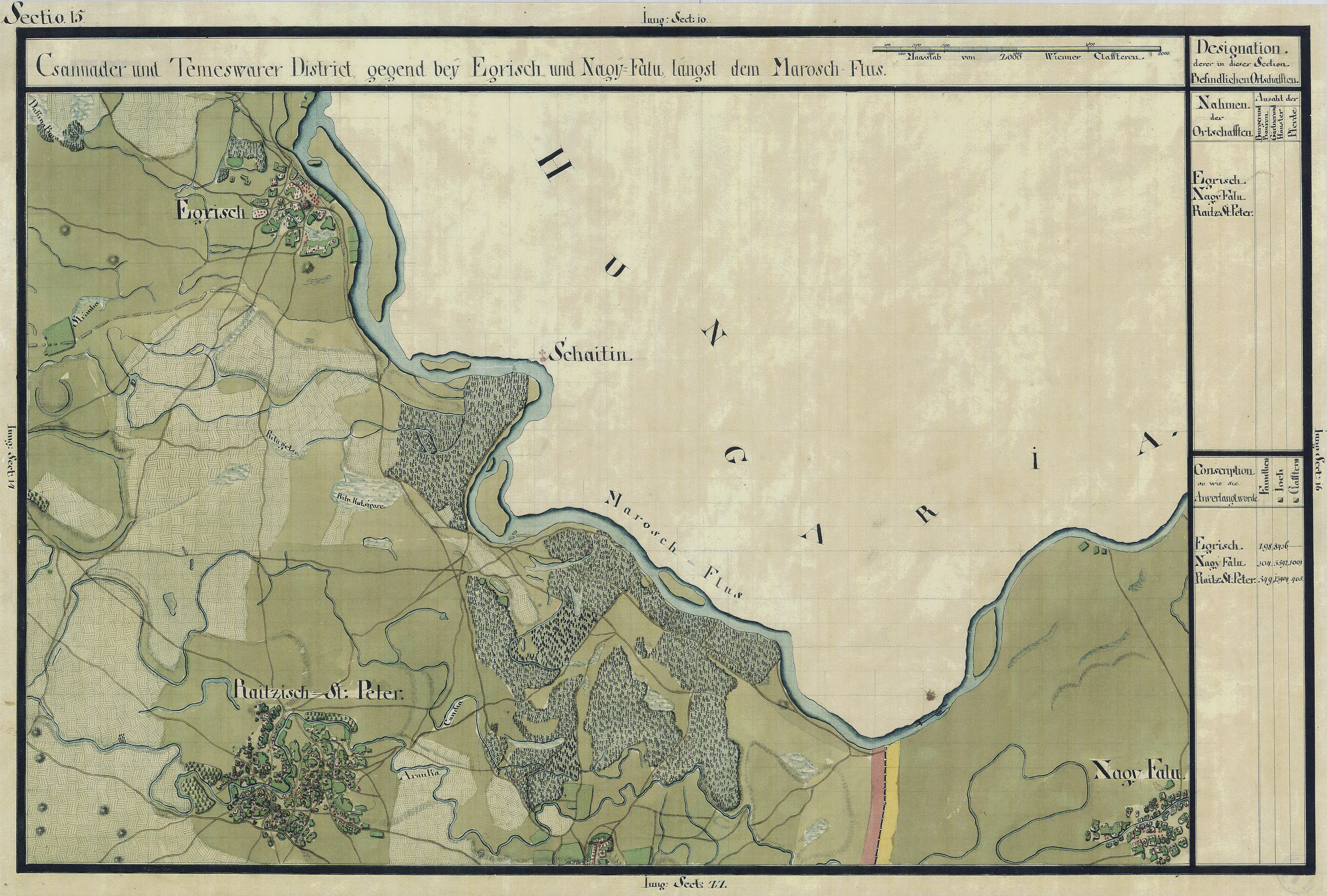
Nagyszentpéter egy régi térképen